# 泥花草
泥花草（学名：Lindernia antipoda）为玄参科母草属下的一个种。

## 扩展阅读
- 維基物種上的相關：泥花草